# Chromodoris aureopurpurea
Chromodoris aureopurpurea is een zeenaaktslak die behoort tot de familie van de Chromodorididae. Deze slak leeft in het westen van de Grote Oceaan.
De slak neemt heel wat kleuren aan, maar de voornaamste zijn wit, geel en blauw. Ze bezitten roze kieuwen en rinoforen. De slak wordt, als ze volwassen is, zo'n 6 cm lang.